# Пак Кън Хе
Пак Кън Хе (на корейски: 박근혜, [pakk͈ɯnh(j)e]) е южнокорейски политик от партията Сенури, президент на Южна Корея от 25 февруари 2013 до 10 март 2017 г.

## Биография
Тя е родена на 2 февруари 1952 година в Тегу в семейството на Пак Чон Хи, офицер и бъдещ дългогодишен диктатор. През 1974 година получава бакалавърска степен по електроинженерство в Университета „Соган“ в Сеул, след което заминава да продължи обучението си в Гренобълския университет. Година по-късно се връща в Корея, след като майка ѝ е убита, и поема функциите на първа дама до края на управлението на баща си през 1979 година. В края на 90-те години започва самостоятелна политическа кариера и през 2004 – 2006 и 2011 – 2012 година оглавява дясната партия „Сенури“.
През декември 2012 г. Пак Кън Хе е избрана за президент. Встъпва в длъжност на 25 февруари 2013 г. На 9 декември 2016 г. е отстранена от длъжността си след импийчмънт, а на 10 март 2017 г. окончателно е свалена от президентския пост с решение на Конституционния съд.
Н 30 март 2017 г. Пак Кън Хе е арестувана по обвинения в подкуп, злоупотреба с власт, както и предаване на класифицирана информация на хора, които не са държавни служители. На 6 април 2018 г. е осъдена от съда на първа инстанция на 24 години затвор и глоба от 18 млрд. вона. Впоследствие, в хода на повторното разглеждане на делото, присъдата е увеличена на 25 години, а глобата – на 20 млрд. вона. През януари 2021 г. Върховният съд на страната остава в сила присъдата от 20 години лишаване от свобода, назначена при преразглеждане през лятото на 2020 г.
На 24 декември 2021 г. е обявено, че тя ще получи помилване от Президента на Южна Корея Мун Дже-Ин и ще бъде пусната от затвора на 31 декември.